# Vuelo 206 de Philippine Airlines
El vuelo 206 de Líneas Aéreas Filipinas (PAL206; PR206) fue la designación de un vuelo de cabotaje desde el Aeropuerto Internacional Ninoy Aquino, Manila, Filipinas al aeropuerto de Loakan, Ciudad de Baguio. El 26 de junio de 1987, el Hawker Siddeley HS 748 se estrelló contra una montaña durante la ruta a la ciudad de Baguio, matando a las cincuenta personas a bordo.

## Accidente
En la mañana del 26 de junio de 1987, el vuelo 206 salió del aeropuerto doméstico de Manila al aeropuerto Loakan en la ciudad de Baguio, unos 250 kilómetros al norte de Manila. Tenía programada su llegada a las 11:10:00 Horario Estándar de Filipinas en Baguio, una ciudad situada a una altitud de unos 1.500 metros. Cuando el avión se aproximaba a la ciudad de Baguio, el piloto refirió tener una visibilidad escasa. También se notificó la presencia de un monzón en la zona. El vuelo 206 desapareció de las pantallas del radar unos diez minutos antes de la hora prevista para el aterrizaje.
Los restos del avión fueron descubiertos unas cinco horas después de que hubiese desaparecido. El vuelo 206 se estrelló al internarse en los bancos de niebla que cubrían el Monte Ugo, una montaña de 2.086 metros de altura localizada entre Itogon (Benguet) y Kayapa (Nueva Vizcaya). El lugar del impacto se localizaba a unos 180 metros por debajo de cumbre del Monte Ugu, y unos 15 kilómetros al sur del aeropuerto Loakan.

## Muertos
No hubo supervivientes entre los 46 pasajeros y cuatro tripulantes del avión. La mayoría de los fallecidos eran filipinos, incluyendo al obispo católico Bienvenido Tudtud, Prelado de la ciudad de Marawi, y Gloria Mapua-Lim, mujer del vicepresidente ejecutivo de la PAL Roberto Lim. Al menos un ciudadano americano, John Neill, quien por entonces era el director general de Texas Instruments Philippines en la ciudad de Baguio, murió en el accidente.
El accidente del vuelo 206 fue, en aquel momento, el segundo peor accidente de la aviación comercial en la historia de Filipinas. El hito de fatalidades ha sido desde entonces superados por los accidentes en los que se han visto implicados el vuelo 387 de Cebu Pacific Air en 1998, y el vuelo 541 de Air Philippines en 2001.
Tras el accidente del vuelo 206, el presidente Corazón Aquino y la junta directiva de la aerolínea transmitieron sus condolencias a las víctimas del vuelo 206 y sus respectivos familiares.